# Амвросий (Анисим)
Епископ Амвросий (рум. Episcopul Ambrozie в миру Терентий Анисим, рум. Terente Anisim также Анисимов; 28 февраля 1902, Русская Слава, Румыния — 6 (19) января 1981, Славский Успенский монастырь, Слава-Русэ, Румыния) — архиерей Русской православной старообрядческой церкви в Румынии, епископ Славский (1960—1981).

## Биография
Родился 28 февраля 1902 года в селе Русская Слава.
3 марта 1920 года поступил в Славский Успенский монастырь, а 26 февраля 1923 года был пострижен в иночество с именем Амвросий.
28 августа 1925 года был рукоположен в сан диакона, а в 1950 году стал архидиаконом у епископа Иеронима.
15 августа 1960 года митрополитом Белокриницким Тихоном (Качалкиным) и епископом Иоасафом (Тимофеевым) рукоположен в сан епископа.
Скончался 6 (19) января 1981 года на праздник Богоявления Господня и похоронен в Славском Успенском монастыре.